# Too Tough to Die Live in NYC
Too Tough To Die Live in NYC é um álbum de Dee Dee Ramone lançado em 2003, pela Artmonkey Records / Wanker Records.
A versão estadunidense (lançada pela Artmonkey Records) contém seleções tiradas do último show de Dee Dee Ramone anunciado em Nova York, ocorrido no Spa Club em junho de 2001.

## Faixas
1. "53rd & 3rd"
2. "Beat On The Brat"
3. "Mister Postman"
4. "Born To Lose"
5. "Chinese Rocks"
6. "I Want To Be Sedated"
7. "I Don't Care"
8. "Horror Hospital"
9. "Locomotion"

## Músicos
- Dee Dee Ramone - vocal e baixo
- Paul Kostabi - bateria
- Michel Solis - guitarra e backing vocals